# Condado de Northumberland (Nuevo Brunswick)
El Condado de Northumberland (Northumberland County en inglés, Comté de Northumberland en francés), es el condado más extenso en área de todos los condados de Nuevo Brunswick, en Canadá, localizado en el noreste de la provincia.

## Geografía
El Condado de Northumberland está cubierto por densos bosques, cuyos productos estimulan la economía. Los picos más altos de la provincia, incluyendo el Monte Carleton, yacen en la esquina noroeste del condado.
El condado está dominado por el río Miramichi, mundialmente famoso por la pesca del salmón. La parte inferior del río es un estuario que se ensancha en Miramichi Bay, una parte del Golfo de San Lorenzo.
Se encuentra en las siguientes coordenadas: 47°02′N 65°35′O / 47.033, -65.583

## Demografía
De acuerdo al censo de 2011 llevado a cabo por Statistics Canada, el condado tiene una población total de 48 355 habitantes.